# Gatehouse
Gatehouse (på engelska Gatehouse Prison) var ett fängelse i Westminster, London som färdigställdes under 1370 som en corps de garde till Westminster Abbey. Det användes först som ett fängelse av en abbot och det försåg Old Bailey med information om tidigare fångar; bland annat informerades det om deras identiteter och tidigare straffregister. I sin dikt "To Althea, from Prison" från 1642 skrev Richard Lovelace följande ord under tiden som han satt fängslad i Gatehouse: "Stone walls do not a prison make, nor iron bars a cage."
Nedan följer några av de personer som satt fängslade i Gatehouse under dess aktiva tid:
- Walter Raleigh, som satt fängslad där kvällen innan han halshöggs den 29 oktober 1618.
- Giles Wigginton, som satt fängslad där i cirka två månader runt 1584 efter att ha vägrat att svära en ed.
- Thomas Ragland, som satt fängslad där under 1582.
- Thomas Bates, som satt fängslad där efter att krutkonspirationen hade misslyckats den 5 november 1605.
- Henry Garnet, som satt fängslad där efter att krutkonspirationen hade misslyckats den 5 november 1605.
- Richard Lovelace, som satt fängslad där under 1642.
- Samuel Pepys, som satt fängslad där under 1689.[1]
- Laurence Voux
- Christopher Holywood
- Henry Savile

Gatehouse revs under 1776 och på dess plats står det idag ett minnesmärke över Krimkriget.